# Кронаветер, Фердинанд
Фердина́нд Кронаветер (нем. Kronawetter; 1838—1913) — австрийский демократический политический деятель леволиберального толка.

## Биография
Получил диплом доктора права в Венском университете в 1862 году. С 1873 года почти непрерывно член Рейхсрата, куда его избирает рабочее население Вены, при содействии социал-демократов, и где он стоит во главе очень малочисленной демократической группы.
Первоначально был близок к группе, из которой позже развилась Христианско-социальная партия, однако выступил против Карла Люгера и в защиту идей революции 1848 года. С немецкими либералами его фракция находилась во враждебных отношениях. Несмотря на тесное сотрудничество, в состав Социал-демократической партии Австрии так и не вступил.
Кронаветер был противником Тройственного союза и решительным сторонником всеобщего избирательного права. Был антиклерикалом и решительным оппонентом антисемитизма; наряду с Августом Бебелем считается автором изречения «Антисемитизм — социализм дураков» (или «глупцов»).
Хотя в 1891 году проиграл выборы Алоизу фон Лихтенштейну, но в 1892 году на довыборах занял место Эдуарда Хербста. В 1902 году он сложил с себя депутатские полномочия и отказался от общественной деятельности.